# Ofaqim
Ofaqim (hebreiska: אפקים) är en ort i Israel.   Den ligger i distriktet Södra distriktet, i den centrala delen av landet. Ofaqim ligger 137 meter över havet och antalet invånare är 24 311.
Terrängen runt Ofaqim är platt.Runt Ofaqim är det ganska glesbefolkat, med 42 invånare per kvadratkilometer. Närmaste större samhälle är Be'er Sheva, 17,6 km öster om Ofaqim. Trakten runt Ofaqim är ofruktbar med lite eller ingen växtlighet.
Under Hamas attack mot Israel den 7 Oktober 2023 var Ofaqim en av de många drabbade samhällen som attackerades av Hamas, det var även den längsta punkt som Hamas lyckades nå denna dag, då Ofaqim ligger ca 25 km ifrån Gazaremsan. I Ofaqim dödades 27 israeliska civila av Hamas och ett par i 60 års åldern, David och Rachel Edry, hölls som gisslan i sitt  hem i ungefär 20 timmar av Hamas-terrorister.